# Política organizacional
Una política organizacional es un deliberado sistema de principios para orientar la toma de decisiones y lograr resultados racionales. Una política es una declaración de intenciones, y es implementado como un procedimiento o protocolo. Las políticas son generalmente adoptadas por la Junta u órgano de gobierno de alto nivel dentro de una organización, mientras que los procedimientos o protocolos serían desarrollados y adoptados por altos funcionarios del ejecutivo. Las políticas pueden ayudar a la toma de decisiones tanto subjetivas y objetivas. Las políticas para ayudar en la toma de decisiones subjetivas suele ayudar a la alta gerencia a decidir los méritos relativos que deben considerarse en una serie de factores antes de tomar decisiones y, como resultado, a menudo son difíciles pruebas objetivas, por ejemplo, la política de conciliación de la vida. En contraste, las políticas que ayudan en la toma de decisiones objetivas generalmente son operativas en naturaleza y pueden ser probadas objetivamente por ejemplo, la política de contraseñas.
El término se puede aplicar a gobiernos, organizaciones del sector privado y grupos, así como a individuos. órdenes del ejecutivo presidencial, políticas corporativo, políticas de privacidad, y la parlamentaria de las reglas de orden son todos ejemplos de la política. Política difiere de las reglas o la ley. Mientras que la ley puede obligar o prohibir comportamientos (por ejemplo, una ley que requiere que el pago de los impuestos sobre la renta), la política meramente guías acciones hacia aquellos que tienen más probabilidades de lograr un resultado deseado.[cita requerida]
Política o estudio de política también pueden referir al proceso de toma de decisiones importantes de la organización, incluyendo la identificación de diferentes alternativas como programas o prioridades de gasto, y elegir entre ellos sobre la base del impacto que tendrán. Las políticas pueden ser entendidas como mecanismos políticos, administrativos y financieros dispuestos para alcanzar los objetivos explícitos. En finanzas corporativas pública, una política contable crítica es una política para una firma/empresa o una industria que se considera que tiene un elemento subjetivo notablemente alta, y que tiene un impacto significativo en los estados financieros.

## Impacto

### Efectos deseados
Los efectos previstos de una política varían ampliamente de acuerdo con la organización y el contexto en el que se hacen. En términos generales, las políticas suelen ser instituidos para evitar algún efecto negativo que se ha notado en la organización, o para buscar algún beneficio positivo.
Las políticas de compras corporativas proporcionan un ejemplo de cómo las organizaciones tratan de evitar efectos negativos. Muchas grandes empresas tienen políticas que todas las compras por encima de un cierto valor se deben realizar a través de un proceso de compra. Al requerir este proceso estándar de compras a través de la política, la organización puede limitar los residuos y estandarizar la forma en que se realiza la compra.
El Estado de California proporciona un ejemplo de política que busca beneficio. En años recientes, los números de coches híbridos en California ha aumentado dramáticamente, en parte debido a cambios de política en ley Federal que proporciona USD $1,500 en créditos de impuesto (ya eliminado) así como el uso de carriles de alta ocupación de vehículos a dueños híbridos (no existen para vehículos híbridos). En este caso, la organización (estatal y/o gobierno federal) creó un efecto (aumento de la propiedad y el uso de vehículos híbridos) a través de políticas (recortes de impuestos, carriles de autopista).

### Efectos imprevistos
Las políticas con frecuencia tienen efectos secundarios de consecuencias no deseadas.  Debido a que los ambientes de las políticas tratan de influir o manipular son típicamente sistemas adaptativos complejos (por ejemplo, los gobiernos, las sociedades, las grandes empresas), por lo que un cambio de política puede tener resultados contrarios a la intuición.  Por ejemplo, un gobierno puede tomar una decisión política de aumentar los impuestos, con la esperanza de aumentar los ingresos fiscales generales. Dependiendo del tamaño de la subida de impuestos, esto puede tener el efecto global de reducción de los ingresos fiscales, causando la fuga de capitales o mediante la creación de una tasa tan alta que los ciudadanos se les impide ganar el dinero que se grava. (Ver la Curva de Laffer.)
El proceso de formulación de políticas teóricamente incluye un intento de evaluar tantas áreas de potencial de impacto de la política en lo posible, para disminuir las posibilidades de que una determinada política tenga consecuencias inesperadas o no deseadas.

## Ciclo de la política
En ciencia política, el ciclo de la política es una herramienta utilizada para el análisis de la evolución de un elemento de política. También puede referirse como un "enfoque etapista", "etapas heurística" o "etapas de enfoque". Por lo tanto, es una regla de oro en lugar de la realidad actual de cómo se crea la política, pero ha tenido una gran influencia en cómo los científicos políticos miraron la política en general. Se desarrolló como una teoría de la obra de Harold Lasswell.
Una versión tiene las siguientes etapas:
1. Fijación de agenda u orden del día (Identificación del problema) - El reconocimiento de cierto tema como un problema que requiere más atención del gobierno.
2. Formulación de políticas - implica explorar una variación de opciones o cursos de acción alternativos disponibles para hacer frente al problema. (Valoración, diálogo, formulación y consolidación)
3. Toma de decisiones - El gobierno decide sobre un último curso de la acción, ya sea para perpetuar la política de statu quo o modificarla. (La decisión podría ser "positivo", "negativo", o "sin acción")
4. Implementación - La última decisión hecha anteriormente se pone en práctica.
5. Evaluación - Evalúa la eficacia de una política pública en cuanto a sus intenciones percibidas y resultados. Los actores políticos intentan determinar si el curso de acción es un éxito o fracaso mediante el examen de su impacto y los resultados.

Un ciclo de actuación de ocho pasos se desarrolla en detalle en el Manual de Políticas de Australia:
1. Identificación de problemas
2. Análisis de políticas
3. Consulta (que impregna todo el proceso)
4. Desarrollo de instrumentos de política
5. Coordinación y creación de coaliciones
6. Diseño de programa: la toma de decisión
7. Implementación de políticas
8. Evaluación de políticas

El modelo de Althaus, Bridgman & Davis es heurístico e iterativo. Es intencionadamente normativo y no pretende ser diagnosticado o predictivo. Los ciclos de políticas se caracterizan típicamente como la adopción de un enfoque clásico, y tienden a describir los procesos desde la perspectiva de los tomadores de decisiones políticas. En consecuencia, algunos académicos postpositivistas desafían los modelos cíclicos como insensible e irrealista, prefiriendo modelos sistémicos y más complejos. Consideran una gama más amplia de actores involucrados en el margen de actuación que incluye organizaciones de sociedad civil, medios de comunicación, intelectuales, grupos de expertos o institutos de investigación de políticas, corporaciones, grupos de presión, etc.

## Contenido
Las políticas son típicamente promulgadas a través de documentos oficiales escritos.Los documentos de política a menudo vienen con el respaldo o la firma de los poderes ejecutivos dentro de una organización para legitimar la política y demostrar que se considera en vigor. Tales documentos a menudo tienen formatos estándar que son particulares de la organización que emite la política. Si bien este tipo de formatos difieren en la forma, los documentos de política usualmente contienen ciertos componentes estándar, incluyendo:
- Una declaración de propósito, destacando por qué la organización está emitiendo la política, y lo que su efecto o resultado deseado de esta política debe ser.
- Una declaración de aplicabilidad y alcance, que describe la política que afecta y qué acciones se ven afectados por la política. La aplicabilidad y alcance pueden excluir expresamente ciertas personas, organizaciones o acciones de los requisitos de la política. Aplicabilidad y alcance se utiliza para enfocar la política solo en los objetivos deseados y evitar consecuencias no deseadas cuando sea posible.
- Una fecha efectiva que indica cuando la política entra en vigor. Las políticas retroactivas son poco frecuentes, pero pueden ser encontradas.
- Una sección de responsabilidades, lo que indica que los partidos y las organizaciones son responsables de llevar a cabo las declaraciones de política individuales. Muchas políticas pueden requerir el establecimiento de alguna función o acción en curso. Por ejemplo, una política de compras puede especificar que una oficina de compras se creó para procesar las solicitudes de compra, y que esta oficina sería responsable de las acciones en curso. Responsabilidades a menudo incluyen la identificación de cualquier estructuras de supervisión y/o gobierno pertinentes.
- Declaraciones de política indican los reglamentos específicos, requisitos o modificaciones en el comportamiento organizativo que la política está creando. Las declaraciones de política son muy diversas en función de la organización y la intención, y pueden tomar casi cualquier forma.

Algunas políticas pueden contener secciones adicionales, incluyendo:
- Fondo, indicando si existe razones, la historia, y la intención que llevó a la creación de la política, que puede ser catalogado como factores de motivación. Esta información es a menudo muy valiosa cuando las políticas deben ser evaluadas o se utilizan en situaciones ambiguas, al igual que la intención de una ley puede ser útil para un tribunal al decidir un caso que implica involucrar a la ley.
- Definiciones, proporcionando definiciones claras e inequívocas de los términos y conceptos que se encuentran en el documento de política.

## Tipologías
Theodore J. Lowi, famoso científico político estadounidense propuso cuatro tipos de políticas llamadas distributivas, redistribución, regulatorias y constituyentes en su artículo "Cuatro sistemas de Política, Política y elección" y en "American Business, Políticas Públicas, Estudios de Casos y Teoría Política". La política aborda la intención de la organización, ya sea gubernamental, empresarial, profesional o voluntaria. La política tiene por objeto afectar el mundo "real", al guiar las decisiones que se toman. Las políticas tanto escritas formalmente o no, han identificado a la mayoría de las organizaciones.
Las políticas pueden ser clasificadas en muchos maneras diferentes. La siguiente es una muestra de varios tipos diferentes de políticas desglosadas por su efecto sobre los miembros de la organización.

### Políticas distributivas
Las políticas distributivas que se extienden de bienes y servicios a los miembros de una organización, así como la distribución de los costos de los bienes/servicios, entre los miembros de la organización. Los ejemplos incluyen las políticas del gobierno de que el gasto de impacto para el bienestar, educación pública, autopistas, y seguridad pública, o el plan de beneficios de una organización profesional.

### Políticas reguladoras
Las políticas de regulación, o mandatos, limitan la discreción de los individuos y organismos, o de otra manera obligan a ciertos tipos de comportamiento. Estas políticas generalmente se piensa que se aplican mejor cuando el buen comportamiento puede ser fácilmente definido y el mal comportamiento puede ser fácilmente regulado y sancionado a través de multas o sanciones. Un ejemplo de una política de regulación pública bastante exitosa es la de un límite de velocidad.

### Políticas constituyentes
Políticas constituyentes crean entidades del poder ejecutivo, o se ocupan de las leyes. Las políticas constituyentes también se ocupan de la política fiscal en algunas circunstancias.

### Políticas varias
Las políticas son dinámicas; no son simplemente listas estáticas de objetivos o leyes. Los planos de política tienen que ser aplicados, a menudo con resultados inesperados. Las políticas sociales son lo que sucede "en el terreno" cuando se implementan, así como lo que sucede en la toma de decisiones o la etapa legislativa.
Cuando se utiliza el término política, este también puede referirse a:
- Política oficial del gobierno (leyes o directrices que rigen la forma en que leyes deben ser puestas en funcionamiento)
- Amplias ideas y objetivos en manifiestos políticos y folletos.
- Una empresa o la política de la organización sobre un tema en particular. Por ejemplo, la política de igualdad de oportunidades de una empresa muestra que la compañía tiene como objetivo tratar a todos sus empleados por igual.

Las acciones la organizaciones que actualmente toman puede variar significativamente en su política declarada. Esta diferencia es a veces causada por compromiso político sobre la política, mientras en otras situaciones es causado por carencia de implementación de política y ejecución. Implementando la política puede tener resultados inesperados, derivada de una política cuyo alcance se extiende más allá del problema que originalmente fue elaborado para hacer frente. Además, los resultados impredecibles pueden surgir de la aplicación selectiva o idiosincrásica de la política.

## Análisis de política
El análisis de políticas es una técnica utilizada en la administración pública para permitir que los funcionarios públicos, activistas y otros examinen y evalúen las opciones disponibles para implementar los objetivos de las leyes y el desempeño de los funcionarios electos. El proceso también se utiliza en la administración de grandes organizaciones con políticas complejas. Se ha definido como el proceso de "determinar cuál de las distintas políticas logrará un conjunto dado de objetivos a la luz de las relaciones entre las políticas y los objetivos".
El análisis de políticas puede dividirse en dos campos principales:  
- Análisis de políticas existentes: es analítico y descriptivo, e intenta explicar las políticas y su desarrollo.
- Análisis para la creación de políticas: es prescriptivo, está involucrado en la formulación de políticas y propuestas (por ejemplo: mejorar el bienestar social).[6]

## Tipos de políticas
Política organizacional en sus relaciones internas
- políticas de personal de la pereza
- políticas financieras,
- políticas de producción,
- políticas de almacenamientos; y todas las subpolíticas pertenecientes a cada tipo que pueda tener cada organización.

Política organizacional en sus relaciones externas: 
- políticas de captación de personal,
- política de captación de clientes,
- política de búsqueda de proveedores,
- políticas de imagen pública de la organización, etc; y todas las subpoliticas pertenecientes a cada tipo que pueda tener cada organización.